# Isonomeutis restincta
Isonomeutis restincta là một loài bướm đêm thuộc họ Copromorphidae. Nó là loài đặc hữu của New Zealand, ở đó nó known from các quận Northland và Auckland và rừng Pureora.
Sải cánh dài khoảng 12 mm. 